# إريك كاميرون
اريك كاميرون (بالإنجليزية: Eric Cameron)‏ هو رسام وفنان معاصر ‏ بريطاني، ولد في 1935.

## حياته
ولد كاميرون عام 1935 في ليستر بإنجلترا، درس كاميرون الرسم تحت إشراف لورانس جاوينج في جامعة دورهام في إنجلترا وتاريخ الفن في معهد كورتولد. وحصل على درجة البكالوريوس في الرسم من كلية كينجز، جامعة دورهام في نيوكاسل ودبلومه في تاريخ الفن من معهد كورتولد في جامعة لندن. 
انتقل إلى كندا في عام 1969، حيث قام بالتدريس في جامعة جويلف وكلية نوفا سكوشا للفنون والتصميم وجامعة كالغاري. 
يعمل حاليًا أستاذًا للفنون في جامعة كالجاري. يقيم إريك كاميرون ويعمل في كالجاري، ألبرتا.

## أعماله
يُعرف كاميرون كواحد من أهم الدعاة في كندا للفن المفاهيمي والعملياتي. وقد تم عرض أعماله على نطاق واسع في كندا، لا سيما في معرض الكوميديا الإلهية الذي نظمه المعرض الوطني الكندي ووينيبيغ بشكل مشترك. معرض الفنون، الذي سافر عبر كندا في عام 1990. 
عرضت أعماله على نطاق واسع على الصعيدين الوطني في بريطانيا وعلى الصعيد الدولي. 
في عام 2009، قدم في المركز الثقافي الكندي في باريس معرضًا منفردًا بعنوان سجل العمل برعاية كاثرين بيدارد، عرض المعرض لوحاته السميكة. 
في عامي 2016 و 2017، تم تضمين عمل كاميرون في «فكرت فيه إلى الأبد» برعاية باربرا فيشر، لمعهد جاكمان للعلوم الإنسانية بجامعة تورنتو؛ و«أصوات: فنانون في الفن»، برعاية إيفون لامريش وإيان كار هاريس في معرض جنوب ألبرتا للفنون في ليثبريدج، ألبرتا. 
يمكن العثور على أعمال إريك كاميرون في المجموعات العامة بما في ذلك: المعرض الوطني لكندا، ومتحف غلينبو، ومعرض أونتاريو الفني، ومتحف الفن المعاصر في مونتريال، والمركز الوطني للفنون البلاستيكية، باريس، فرنسا، وكذلك في العديد من المجموعات الخاصة الهامة في كندا.
على الرغم من أنه صنع لوحات وأشرطة فيديو تقليدية، اشتهر كاميرون بسلسلة من الأشياء المفاهيمية التي أطلق عليها «اللوحات السميكة»، والتي بدأها في عام 1979 وجعلها لاحقًا من أعمال حياته. تتكون اللوحات السميكة من أشياء منزلية عادية رسمها كاميرون منذ ذلك الحين بعدة آلاف من طبقات الجيسو. تمامًا كما اختار الأشياء دون أي معايير ذاتية أو جمالية معينة في الاعتبار، فقد تبنى أسلوبًا صارمًا غير شخصي لرسمها، متخلصًا بشكل منهجي من كل طبقة من طبقات الجيسو بشكل رقيق ومنتظم قدر الإمكان. واصل العمل على كل شيء، رافضًا اعتبار اللوحة منتهية حتى بيعها. بينما توقع الفنان نفسه في الأصل أن تكون نتيجة هذا الإجراء لوحة نمت تدريجياً في الحجم مع الحفاظ على ملامح الجسم المدفون، حدث شيء مختلف تمامًا. مع الطبقات المتتالية من الجيسو، لم تنمو الأشياء فحسب، بل تغيرت أشكالها بشكل جذري نتيجة للعمليات الكيميائية للتجفيف والعمليات الميكانيكية للفرشاة على الطلاء.
مفتونًا بالأبعاد الفلسفية والجمالية لهذا الجانب الذي لا يمكن التنبؤ به والذي لا يمكن السيطرة عليه في نهاية المطاف من العمل، كتب كاميرون عدة مقالات بطول الكتاب لمرافقة المعارض المتتالية للوحات سميكة، والتي يعتبرها عنصرًا أساسيًا في مشروعه المستمر.

## جوائزه
حصل إريك كاميرون على العديد من الجوائز منها جائزة الحاكم العام لعام 2004 في الفنون المرئية والإعلامية وجائزة غيرشون إسكويتز لعام 1994. عرض أعماله على نطاق واسع على الصعيدين الوطني والدولي. في عام 2009، قدم المركز الثقافي الكندي في باريس معرضًا منفردًا بعنوان سجل العمل. برعاية كاثرين بيدارد، عرض العرض لوحاته السميكة ورافقه كتالوج. في عامي 2016 و 2017، تم تضمين عمل كاميرون في فكرت فيه إلى الأبد برعاية باربرا فيشر، لمعهد جاكمان للعلوم الإنسانية بجامعة تورنتو؛ وأصوات: فنانون في الفن، برعاية إيفون لامريش وإيان كار هاريس في معرض جنوب ألبرتا للفنون في ليثبريدج، ألبرتا. يمكن العثور على أعمال إريك كاميرون في المجموعات العامة بما في ذلك: المعرض الوطني لكندا، ومتحف غلينبو، ومعرض أونتاريو الفني، ومتحف الفن المعاصر في مونتريال، والمركز الوطني للفنون البلاستيكية، باريس، فرنسا، على سبيل المثال لا الحصر. قليلة، وكذلك في العديد من المجموعات الخاصة الهامة في كندا.